# Голландський дім (роман)
«Голландський дім» — роман Енн Петчетт 2019 року. Вийшов у видавництві Harper 24 вересня 2019 року. У ньому розповідається про брата та сестру, Денні та Мейв Конрой, які виросли в особняку, знаному як Голландський дім, та про їх життя упродовж п’яти десятиліть.
Роман був фіналістом Пулітцерівської премії за художню літературу 2020 року.
Обкладинка першого видання в США містила портрет, який створив Ной Сатерстром спеціально для неї. У романі багато посилань на намальований портрет Мейв у червоному пальті, який був замовлений, коли їй було 10 років. Сатерстром створив портрет відповідно до опису Петчетт.

## Сюжет
Денні Конрой зростає у вишуканому особняку в Елкінс-Парку, штат Пенсільванія, знаному як Голландський дім, і його виховують батько, інвестор у нерухомість, і старша сестра Мейв; мати покинула сім'ю багато років тому.
Батько Денні, Сіріл, емоційно віддалена людина, але виховує своїх дітей, щоб вони розуміли його бізнес, який охоплює інвестиції в нерухомість і роботу орендодавця та менеджера з нерухомості. Зрештою Сиріл знайомить дітей з Андреа, набагато молодшою жінкою, яка має двох власних дочок, Норму та Брайт. У той час як Мейв і Денні не подобається Андреа, Сіріл зрештою одружується з нею, оскільки їх пов’язує любов до Голландського дому.
Однак  шлюб Сиріла та Андреа невдалий, і Андреа тримає дистанцію між собою та дітьми Конроя. Коли Денні 15, а Мейв 22, їхній батько раптово помирає від серцевого нападу на роботі. Його співробітники викликають Мейв, яка телефонує Денні, і нікому не спадає на думку повідомити Андреа до певного часу. Через два тижні Андреа, переконавшись у тому, що майно її чоловіка повністю перейшло до неї, виганяє Денні з дому та звільняє економку й кухаря, які заміняли матір дітям Конроя. Розлючена Мейв виявляє, що єдине, до чого вона могла б отримати доступ, це трастовий фонд на освіту, заснований на імена Денні, Норми та Брайт. Мейв вирішує відправити Денні до найдорожчих шкіл, які зможе знайти, щоб виснажити траст, тож відсилає Денні до Чоут Розмарі Голл, Колумбійського університету та Колумбійської медичної школи.
Під час навчання в Колумбійському університеті Денні зустрічає Селесту, яскраву молоду жінку, яка сама могла б стати лікарем, але через особливості епохи вирішує стати дружиною лікаря. Денні  шокований, коли вона пропонує одружитися на першому курсі медичного факультету, але він вирішує цього не робити, і Селеста звинувачує в цьому Мейв. Денні закінчує медичну школу, мріючи володіти імперією нерухомості. Незадовго до того, як йому потрібно ухвалити рішення щодо планів після випуску, він встигає придбати, а потім одразу продати два паркувальні майданчики за порадою свого наставника. Денні використовує гроші, щоб почати успішну кар'єру у сфері нерухомості. Потім він одружується з Селестою. У них двоє дітей, дівчинка Мей і хлопчик Кевін. Хоча Денні фінансово успішний, Селеста стає все більш озлобленою через те, що він ніколи не скористався своїм медичним дипломом, і покладає провину за напругу в їхньому шлюбі на Мейв.
Роками Денні та Мейв виробили звичку їздити до Голландського дому та сидіти біля нього, коли Денні повертається додому. У цей час вони згадують своє дитинство. Коли їм виповнюється по сорок, вони нарешті бачать Андреа за межами будинку, усвідомлюють, що занадто зайняті минулим, і вирішують більше не приходити до Голландського дому. Кілька років потому у Мейв стається серцевий напад, і, на подив Денні та Мейв, їхня мати, Елна, повертається, щоб доглядати Мейв. Денні все ще злий на свою матір, про яку він нічого не пам’ятає, але Мейв знову оживає від її присутності. Вони дізнаються, що вона пішла, тому що почувалася некомфортно жити в багатстві Голландського дому, і що витратила наступні роки на служіння бідним. Вже рік Мейв і їхня мати живуть разом у злагоді. Одного разу, коли Денні відвідує їх, матір раптово пропонує їм відвідати Голландський будинок, хоча Мейв і Денні проти.
У Голландському домі вони відразу бачать Андреа, яка плутає Денні з його батьком. Вони дізнаються, що вона хвора на деменцію. Їхня мати вирішує залишитися вдома й доглядати Андреа, що жахає Мейв. Через кілька місяців Мейв раптово помирає. Елна продовжує доглядати за Андреа, а Денні принаймні частково звинувачує її у смерті сестри.
Після смерті Мейв Денні та Селеста нарешті розлучаються, і він проводить більше часу в Голландському домі. Він дізнається, що його зведена сестра Норма була змушена стати лікарем, щоб конкурувати з Денні, і що його молодша зведена сестра Брайт відчужилася від своєї матері після того, що вона зробила з дітьми Конроя. Колишній домашній персонал повертається до роботи в Голландському домі, а Денні приводить своїх дітей у гості, де його старша дочка Мей закохується в будинок.
Зрештою Андреа помирає, і Мей благає Норму не продавати будинок протягом кількох років, поки вона не стане достатньо багатою, щоб купити його. На загальний подив, вона швидко стає багатою та успішною актрисою та може купити голландський будинок. Хоча Денні та Мейв провели в будинку самотнє дитинство, Мей використовує його, щоб розважати багатих і відомих знаменитостей.

## Передісторія
Елкінс-Парк надихнув Петчетт  зробити його місцем дії роману, оскільки, ще студенткою коледжу Сари Лоуренс, вона проводила свята та вихідні у своїх друзів — Еріки Буксбаум Шульц та її родини — в їхньому будинку у Вінкоті, неподалік від Елкінс-Парку та Дженкінтауна. Спочатку дія книги відбувалася в Дженкінтауні, але коли Петчетт закінчила її, Шульц запропонувала їй перенести місце дії в Елкінс-Парк. Вона також обрала Елкінс-Парк, враховуючи його близькість до Нью-Йорка, про який вона вже знала, що він фігуруватиме в романі.

## Прийняття
Згідно з Book Marks, книжка отримала «позитивний» консенсус на основі відгуків 31 критика: 15 «захопливих», 13 «позитивних» і три «змішаних» На сайті Books in Media книжка отримала оцінку 4,25 з 5 на основі сімнадцяти відгуків критиків. У номері «Bookmarks» за листопад/грудень 2019 року книжка отримала чотири бали з п’яти. У критичному огляді журналу сказано: «Вердикт: милий, хоча трохи сентиментальний, і один із найкращих романів Петчетт на сьогодні».
Publishers Weekly дав позитивну рецензію на роман, написавши: «Чудовий роман Петчетт — це проникливе, співчутливе дослідження одержимості й прощення, того, що люди набувають, зберігають, втрачають або віддають, і того, що залишають після себе».
Роман також добре сприйняли у Kirkus Reviews і зазначили у рецензії, що: «Буденні, але проникливі спостереження за людською природою — фірмовий стиль Петчетт, і вона знову доводить свою майстерність у зображенні старіння групи персонажів упродовж багатьох десятиліть. У цій історії змінюється все, крім будинку. Закривши книжку, ви майже повірите, що можете поїхати до Елкінс-Парку й побачити його».
Донна Сімен з Booklist високо оцінила роман, порівнявши його з творами Ф. Скотта Фіцджеральда та Еліс Макдермотт, зазначивши, що «Петчетт тут у найтоншій, але водночас найяскравішій формі».
Пишучи для The New York Times Book Review, письменниця Марта Саутгейт повторила свою похвалу, зазначивши: «Цей роман прямує звивистою дорогою через ліс і не поспішає до фіналу, хоча завершення й не є цілковитою несподіванкою. Але якщо дозволите собі йти поруч із Петчетт, то знайдете справжні скарби наприкінці шляху».
Донна Лікуорі з Associated Press написала: «Оповідацькі вміння Петчетт яскраво проявляються у цьому приємному романі».

## Переклад українською
2024 року у видавництві Artbooks вийшов український переклад роману. Перекладачка — Юлія Шекет.

### Нагороди
| Year | Award                                                         | Result        | Ref.   |
| ---- | ------------------------------------------------------------- | ------------- | ------ |
| 2019 | Goodreads Choice Award за найкращий історичний художній роман | Номінація     | [ 14 ] |
| 2020 | Пулітцерівська премія за художню книгу                        | Фіналіст      | [ 15 ] |
| 2020 | Жіноча літературна премія                                     | Довгий список | [ 16 ] |